# 影山依子
影山 依子（かげやま よりこ、1967年8月13日 - ）は、大阪府出身の女優。

## 人物・来歴
- 大阪府立勝山高等学校卒業。

- 1990年代から1990年代後半にかけてテレビドラマを中心に活躍した。

- 現在は、芸能活動を休止している。

## 主な出演作品

### テレビドラマ
- 「突然他人のように」（1989年10月9日〜12月27日）
- 「雪の蛍」（1991年1月7日〜3月29日）
- 「暴れん坊将軍IV・将軍暗殺!女豹が飛んだ（第32話）」（1991年11月16日）
- 「裏刑事-URADEKA-・女教師連続レイプ魔を消せ!（第3話）」（1992年4月28日）
- 「雨の中の殺人者」（1992年5月2日・土曜ワイド劇場）
- 「暴れん坊将軍IV・大奥の殺人者!（第60話）」（1992年6月6日）
- 「HOTEL(4)・車椅子の幽霊⁈（第9話）」（1995年）
- 「交通刑務所・刑務官(2)・私は無罪!不幸のどん底に投げ込んだ事故」（1996年3月18日・月曜ドラマスペシャル）
- 「当番弁護士(2)・過去を捨てた女と未来を拾った女…幸福な夢を狂わす黄色いスカーフ」（1996年6月18日・火曜サスペンス劇場）